# Blackstone (Massachusetts)
Blackstone és una població dels Estats Units a l'estat de Massachusetts. Segons el cens del 2000 tenia 8.804 habitants.

## Demografia
Segons el cens del 2000, Blackstone tenia 8.804 habitants, 3.235 habitatges, i 2.355 famílies. La densitat de població era de 311,9 habitants per km².
Dels 3.235 habitatges en un 38,2% hi vivien nens de menys de 18 anys, en un 58,9% hi vivien parelles casades, en un 9,9% dones solteres, i en un 27,2% no eren unitats familiars. En el 22,4% dels habitatges hi vivien persones soles el 8,5% de les quals corresponia a persones de 65 anys o més que vivien soles. El nombre mitjà de persones vivint en cada habitatge era de 2,71 i el nombre mitjà de persones que vivien en cada família era de 3,2.
Per edats la població es repartia de la següent manera: un 27,7% tenia menys de 18 anys, un 7,5% entre 18 i 24, un 33,7% entre 25 i 44, un 20,9% de 45 a 60 i un 10,1% 65 anys o més.
L'edat mediana era de 35 anys. Per cada 100 dones de 18 o més anys hi havia 94,5 homes.
La renda mediana per habitatge era de 55.163 $ i la renda mediana per família de 61.633$. Els homes tenien una renda mediana de 42.100 $ mentre que les dones 27.448$. La renda per capita de la població era de 20.936$. Entorn de l'1,8% de les famílies i el 3,7% de la població estaven per davall del llindar de pobresa.